# Бурная река
«Бурная река» или «Грозная река» (англ. The Angry River, кит. трад. 鬼怒川, палл. Гуй Ну чуань) — гонконгский фильм с боевыми искусствами режиссёра и сценариста Хуан Фэна, вышедший в 1971 году. Оригинальное китайское название фильма можно перевести как «Река Грозный Демон». Первый фильм производства киностудии Golden Harvest.

## Сюжет
Глава крепости Лянъи созывает всех известных меченосцев, чтобы уничтожить пресловутую Лунную секту. Но позже он получает ранение от Правителя Ада, лидера секты. Дочь главы крепости, Лань Фэн, отправляется на поиски редкой травы, способной вылечить её отца. Траву она в конечном итоге получает, но это приводит к стычкам с другими искателями целебного растения. На обратной дороге Фэн успевает подружиться с Лэн Юйханем, который ни раз спасает её. Она возвращается в замок, но находит всех мёртвыми. Среди убитых и её отец. В порыве отчаяния она съедает траву, и её способности мгновенно усиливаются. Вместе с Юйханем она штурмует крепость Лунной секты. В конечном итоге Правитель Ада убит.

## В ролях
| Актёр                         | Роль                       |
| ----------------------------- | -------------------------- |
| Мао Ин                        | Лань Фэн                   |
| Гао Юань                      | Лэн Юйхань                 |
| Бай Ин                        | Правитель Ада              |
| Лэй Гун                       | Ма Цзятан                  |
| Хань Инцзе                    | Белый Дух                  |
| Цзян Нань                     | Чудесный Мастер-исцелитель |
| Фэн И                         | монах Ичэнь                |
| Чжан Ифэй                     | Бессердечный Старец        |
| Лэй Катин                     | посланец-соблазнитель      |
| Чжу Юаньлун                   | Чёрный Дух                 |
| Се Чжи                        | Вэй Цзыюнь                 |
| Хуан Фэн (в титрах не указан) | хозяин долины Гуйчоу       |
| Лин Хонь (в титрах не указан) | Лань Тяньлун               |

## Съёмочная группа
- Кинокомпания: Golden Harvest
- Продюсер: Рэймонд Чоу
- Режиссёр: Хуан Фэн[англ.]
- Постановщики боевых сцен: Хань Инцзе, Чжу Юаньлун
- Художник: Те Синь
- Композитор: Ван Фулин[кит.]
- Оператор: Ли Ютан
- Гримёр: Чань Куокхун
- Монтажёр: Фань Цзягэнь
- Дизайнер по костюмам: Чю Синхэй

## Кассовые сборы
Старт проката киноленты в кинотеатрах Гонконга состоялся 12 мая 1971 года, а завершились её показы 19 мая. Восемь дней на больших экранах принесли картине Хуан Фэна «кассу» в размере 349 350,1 гонконгских долларов.

## Критика
Борис Хохлов считает, что фильм удался благодаря таланту режиссёра Хуан Фэна и актрисе Анджеле Мао, несмотря на то, что, на его взгляд, картина выглядит визуально устаревшей из-за монотонных и не очень изобретательных поединков.
Эндрю Дэйли более детально оценивает киноленту. С точки зрения критика, среди недостатков — нехватка крупных планов главных персонажей, «скорострельный» сюжет, а также огрехи при съёмке сцен с акробатикой. Постановка боёв, по мнению Дэйли, сырая, но, тем не менее, компенсируется изобилием акробатики и экшн-сцен, а сам экшен более брутальный, чем в более поздних фильмах Golden Harvest. Музыкальное сопровождение и места съёмок позитивно оцениваются кинокритиком.